# Tacloban
City of Tacloban (varaj nyelven: Siyudad han Tacloban, tagalog nyelven: Lungsod ng Tacloban, szebuano nyelven: Dakbayan sa Tacloban, egyszerűsített kínai nyelven: 独鲁万, hagyományos kínai nyelven: 獨魯萬)  kikötőváros a Fülöp-szigeteken, Manilától kb. 580 km-re délkeletre. Leyte tartomány fővárosa, Kelet-Vizayák (más néven VIII-as régió) régióközpontja és legnagyobb városa.

## Földrajz

### Fekvése
A Fülöp-szigetek fővárosától, Manila városától körülbelül 580 kilométerre, délkeletre fekszik. A település a  Cancabato-öböl partján található.

### Terület
A város területe 201,72 négyzetkilométer.

## Története
2013 november 8-án a Haijan tájfun súlyos károkat okozott a városban.

## Demográfia
A kikötőváros népessége a 2007. augusztus 1-jén megtörtént nemzeti népszámlálás adatai szerint 217 199 fő.
Tacloban népsűrűsége 1076,74 fő/km².
| Lakosok száma | 11 948 | 31 233 | 45 421 | 76 531 | 80 707 | 136 891 | 167 310 | 218 144 | 221 174 | 251 881 |
|               | 1903   | 1939   | 1948   | 1970   | 1975   | 1990    | 1995    | 2007    | 2010    | 2020    |

## Politika és közigazgatás

### Politika
A város polgármestere Alfred S. Romualdez.
Tacloban egykor, 1944. október 20. és 1945. február 27. közt rövid ideig a Fülöp-szigeteki Államközösség kormányának székhelye volt.

### Közigazgatás

#### Barangay
Az ország főbb városai több faluból állnak, amelyeket barangay-eknek neveznek. Tacloban ilyen formájú településrészei:
| - Barangay 1 (Libertad) - Barangay 2 - Barangay 3 (Nula-tula) - Barangay 3-A (Nula-tula) - Barangay 4 (Libertad) - Barangay 5 - Barangay 5-A - Barangay 6 - Barangay 6-A - Barangay 7 - Barangay 8 - Barangay 8-A - Barangay 12 (Palanog Resettlement) - Barangay 13 - Barangay 14 - Barangay 15 - Barangay 16 - Barangay 17 - Barangay 18 - Barangay 19 - Barangay 20 - Barangay 21 - Barangay 21-A - Barangay 22 - Barangay 23 - Barangay 23-A - Barangay 24 - Barangay 25 - Barangay 26 - Barangay 27 - Barangay 28 - Barangay 29 - Barangay 30 - Barangay 31 - Barangay 32 - Barangay 33 - Barangay 34 - Barangay 35 - Barangay 35-A - Barangay 36 | - Barangay 36-A (Imelda Village) - Barangay 37 - Barangay 37-A - Barangay 38 - Barangay 39 - Barangay 40 - Barangay 41 - Barangay 42 - Barangay 42-A - Barangay 43 - Barangay 43-A - Barangay 43-B - Barangay 44 - Barangay 44-A - Barangay 45 - Barangay 46 - Barangay 47 - Barangay 48 - Barangay 48-A - Barangay 48-B - Barangay 49 - Barangay 50 - Barangay 50-A - Barangay 50-B - Barangay 51 - Barangay 51-A - Barangay 52 - Barangay 53 - Barangay 54 - Barangay 54-A - Barangay 55 (El Reposo) - Barangay 55-A (El Reposo) - Barangay 56 - Barangay 56-A - Barangay 57 - Barangay 58 - Barangay 59 - Barangay 59-A | - Barangay 59-B - Barangay 60 - Barangay 60-A - Barangay 61 - Barangay 62 - Barangay 62-A - Barangay 62-B - Barangay 63 - Barangay 64 (Bliss) - Barangay 65 - Barangay 66 - Barangay 66-A - Barangay 67 - Barangay 68 - Barangay 69 - Barangay 70 - Barangay 71 - Barangay 72 - Barangay 73 - Barangay 74 - Barangay 75 - Barangay 76 - Barangay 77 - Barangay 78 (Marasbaras) - Barangay 79 (Marasbaras) - Barangay 80 (Marasbaras) - Barangay 81 (Marasbaras) - Barangay 82 (Marasbaras) - Barangay 83 (San Jose) - Barangay 83-A (San Jose) - Barangay 83-B - Barangay 83-C (San Jose) - Barangay 84 (San Jose) | - Barangay 85 (San Jose) - Barangay 86 - Barangay 87 - Barangay 88 - Barangay 89 - Barangay 90 (San Jose) - Barangay 91 (Abucay) - Barangay 92 (Apitong) - Barangay 93 (Bagacay) - Barangay 94 (Tigbao) - Barangay 94-A (Basper) - Barangay 95 (Caibaan) - Barangay 95-A (Caibaan) - Barangay 96 (Calanipawan) - Barangay 97 (Cabalawan) - Barangay 98 (Camansinay) - Barangay 99 (Diit) - Barangay 100 (San Roque) - Barangay 101 (New Kawayan) - Barangay 102 (Old Kawayan) - Barangay 103 (Palanog) - Barangay 103-A (San Pagla-um) - Barangay 104 (Salvacion) - Barangay 105 (Suhi) - Barangay 106 (Santo Niño) - Barangay 107 (Santa Elena) - Barangay 108 (Tagapuro) - Barangay 109 (V & G Subdivision) - Barangay 109-A - Barangay 110 (Utap) |

## Fordítás
- Ez a szócikk részben vagy egészben  a   Tacloban City című angol Wikipédia-szócikk fordításán alapul.  Az eredeti cikk szerkesztőit annak laptörténete sorolja fel. Ez a jelzés csupán a megfogalmazás eredetét és a szerzői jogokat jelzi, nem szolgál a cikkben szereplő információk forrásmegjelöléseként.